# Erika Alexander
Erika Alexander (Winslow, Arizona, 19 de noviembre de 1969) es una actriz estadounidense.

## Filmografía
- 1986: George Washington II: The Forging of a Nation (serie de televisión): Oney
- 1987: My Little Girl: Joan
- 1989: The Mahabharata (serie de televisión): Madri / Hidimbi
- 1990: Common Ground (televisión): Cassandra Twymon
- 1990: The Long Walk Home: Selma Cotter
- 1990: The Last Best Year (televisión): Amy
- 1984: Cosby Show ("The Cosby Show") (serie de televisión): Pam Tucker (1990-1992)
- 1991: He Said, She Said: Rita, la hija de Al
- 1992: Fathers & Sons: Venell
- 1992: Going to Extremes (serie de televisión): Cheryl Carter
- 1993: Living Single (serie de televisión): Maxine 'Max' Felice Shaw
- 1994: Override (televisión)
- 1998: Studio 54 (54): Ciel
- 1998: Mama Flora's Family (televisión): Young Flora
- 2001: 30 Years to Life: Joy
- 2002: Love Liza: Brenda
- 2002: Street Time (serie de televisión): Dee Mulhern
- 2002: Full Frontal: Lucy
- 2004: Tricks: Laurel
- 2007: Déjà Vu: Shanty
- 2023: American Fiction: Coraline